# Nogometno Društvo Dravinja Kostroj
Il Nogometno Društvo Dravinja Kostroj è una società calcistica con sede a Slovenske Konjice in Slovenia.
Fondato nel 1934, il club nel 2013-2014 milita nella Tretja slovenska nogometna liga.

## Stadio
Il club gioca le gare casalinghe allo stadio Dobrava Stadium, che ha una capacità di 1300 posti a sedere.

## Palmarès

### Competizioni nazionali
- Tretja slovenska nogometna liga: 3

1999-2000, 2008-2009, 2022-2023

### Altri piazzamenti
- Druga slovenska nogometna liga:

Secondo posto: 2005-2006
Terzo posto: 2010-2011